# Isamu Sonoda
Isamu Sonoda (n. 4 noiembrie 1946, Yanagawa, Fukuoka, Prefectura Fukuoka, Japonia) este un judocan ce a reprezentat Japonia, medaliat olimpic. A participat la o ediție a Jocurilor Olimpice (1976) în care a câștigat o medalie de aur.

## Participări
Lista de mai jos prezintă principalele competiții la care a participat Isamu Sonoda de-a lungul carierei.
- Jocurile Olimpice de vară din 1976